# M60 (kulspruta)
M60 är en amerikansk kulspruta, som är mest känd från Vietnamkriget. Vapnet infördes 1957 i USA:s armé och har använts av samtliga vapenslag i USA:s militära styrkor och används även av andra militära förband runtom i världen, även om den successivt har ersatts av andra modeller, eftersom tillförlitligheten visat sig otillfredsställande trots fortlöpande utveckling, vartill kommer förhållandevis hög vikt, dålig balans och underhållskrävande konstruktion. I amerikanska förband är det framförallt den lokalproducerade versionen av FN MAG som fått fylla tomrummet, men på sikt kommer troligen vidareutvecklingen av FN Minimi 7,62, kallad Mk.48, att bli det nya standardvapnet.

## Historik

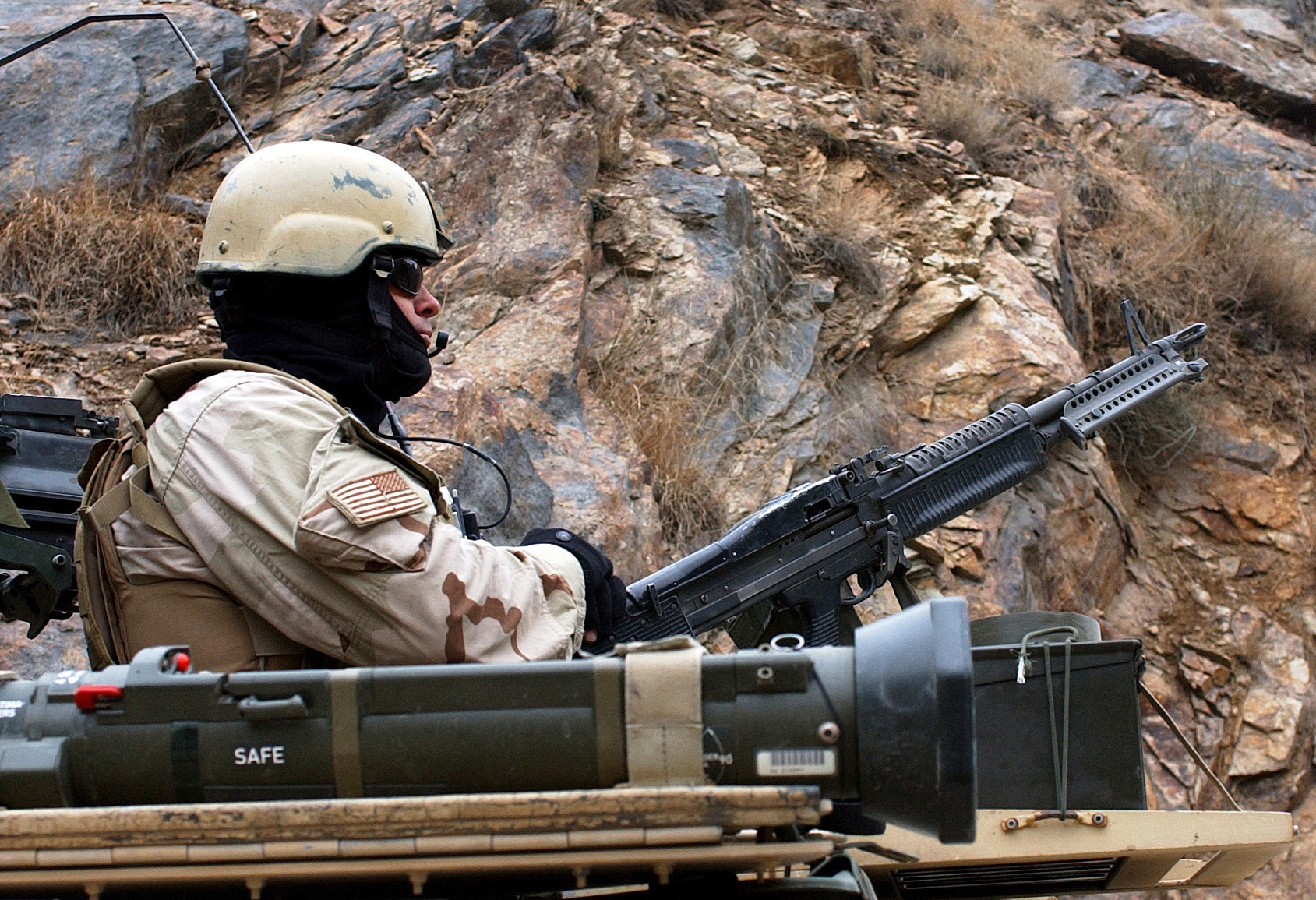
En 19th Special Forces Group soldat bemannar en M60 kulspruta på en HMMWV i Afghanistan, i mars 2004. Ett Pansarskott m/86 kan ses i förgrunden.

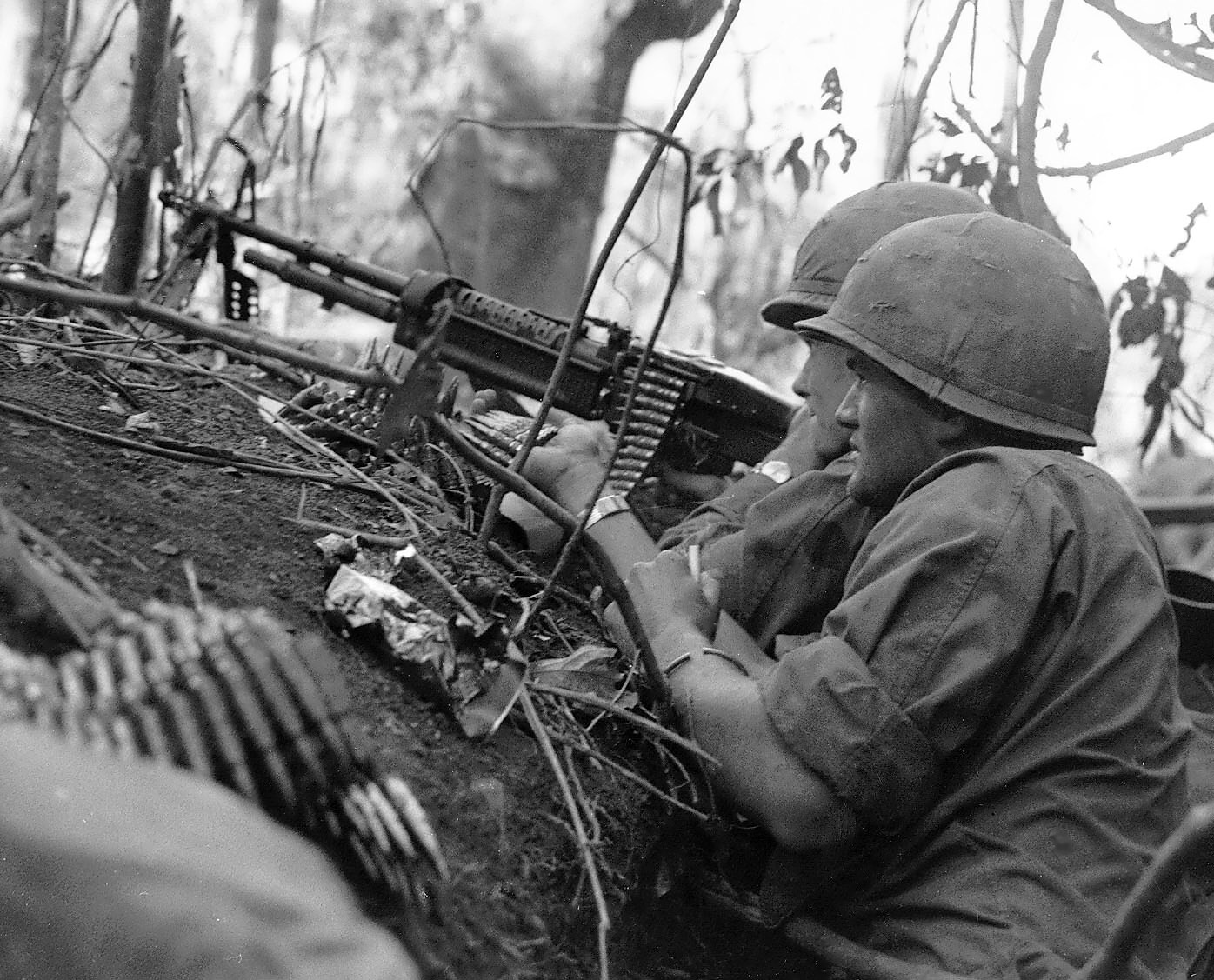
M60 i Vietnam 1966.

M60-kulsprutan började utvecklas under sent 1940-tal i avsikt att få fram en ny och lättare 7,62 mm kulspruta, som skulle kunna avfyras från axeln precis som Browning Automatic Rifle (BAR) och ge samma eldunderstöd som Browning M1919, och därigenom kunna ersätta bägge som understödsvapen. Konstruktionen byggde till stora delar på de allmänt erkända tyska vapnen - främst MG 42 men även MG 34 och FG 42 - med inslag av egna lösningar. Ett antal prototyper (såsom "T52" och "T161") gjordes innan prototyp T161E3 genomgick sluttest tillsammans med FN MAG. Trots att FN MAG blev överlägsen vinnare antogs 1957 prototyp T161E3 under beteckningen M-60, eftersom amerikanska kongressen antagit strikta regler om att anlita inhemska tillverkare om det alls var möjligt.
Beteckningen skrivs idag utan bindestreck: M60.
De vanligaste variationerna inkluderar M60E1 (en förbättrad version som inte gick till produktionsstadiet), M60E2 (en version utvecklad för att använda fasta sikten som t.ex. co-axial för bepansrade fordon eller i helikoptrars vapensystem), M60E3 (en lättviktsversion) och M60E4 (ännu en förbättrad version, benämnd Mk 43 Mod 0 hos U.S. Navy). 
M60C modifierades för att användas fast monterad på flygplan. Den karaktäriserades av användandet av en elektrisk solenoid för avfyrning, samt ett hydrauliskt system för att ladda vapnet. M60D skilde sig från basmodellen genom att använda spadgrepp, ett annorlunda siktsystem samt avsaknad av främre handtag. Den användes vanligtvis som dörrvapen på helikoptrar eller som pintle-monterat vapen på till exempel Type 88 K1 tank.  
Det finns ett flertal varianter mellan typerna och tillverkarna historiskt sett.

## Översikt

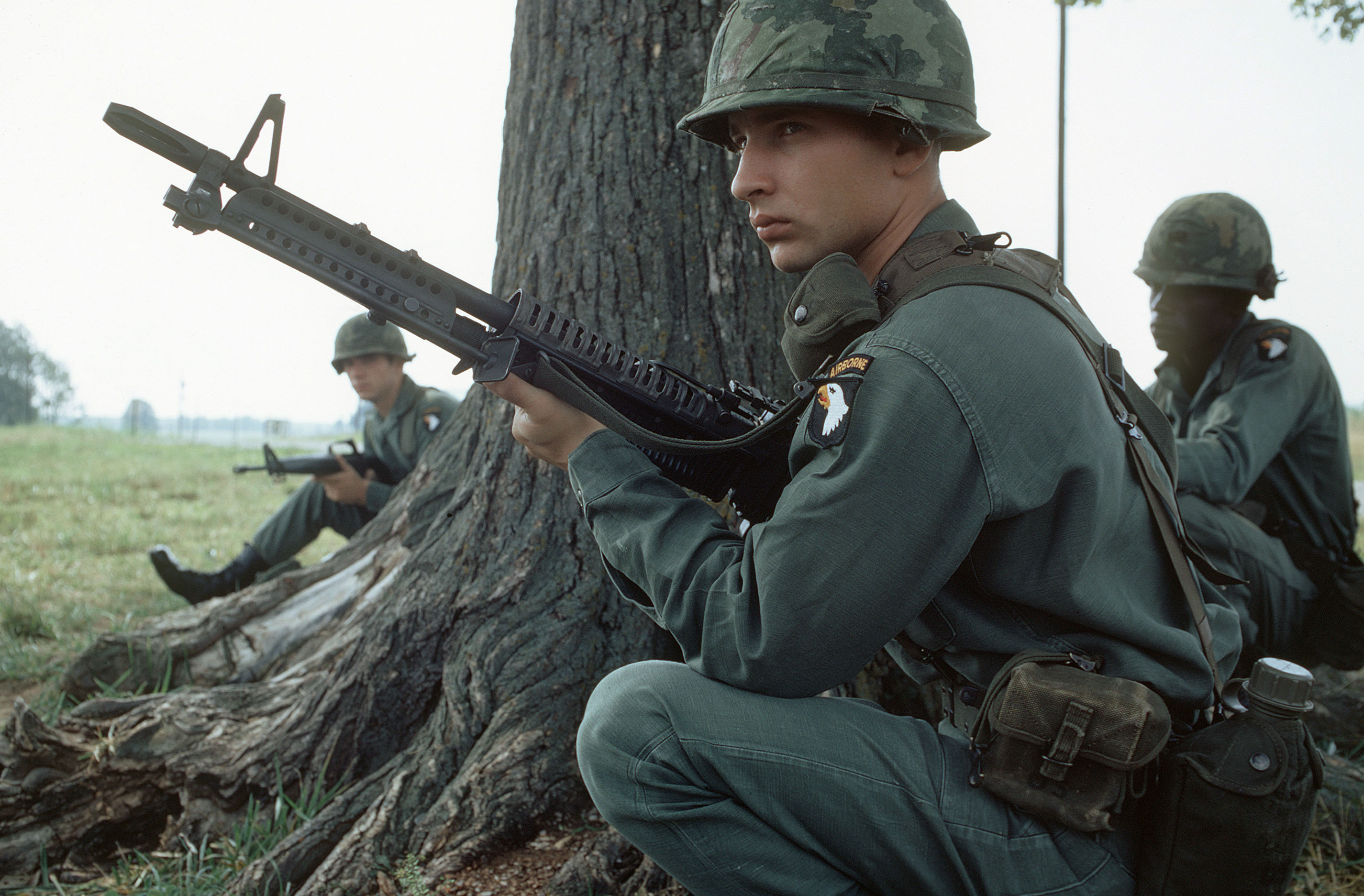
En soldat ur 101:a luftburna divisionen, beväpnad med en M60 kulspruta, delar i en fältövning 1972.

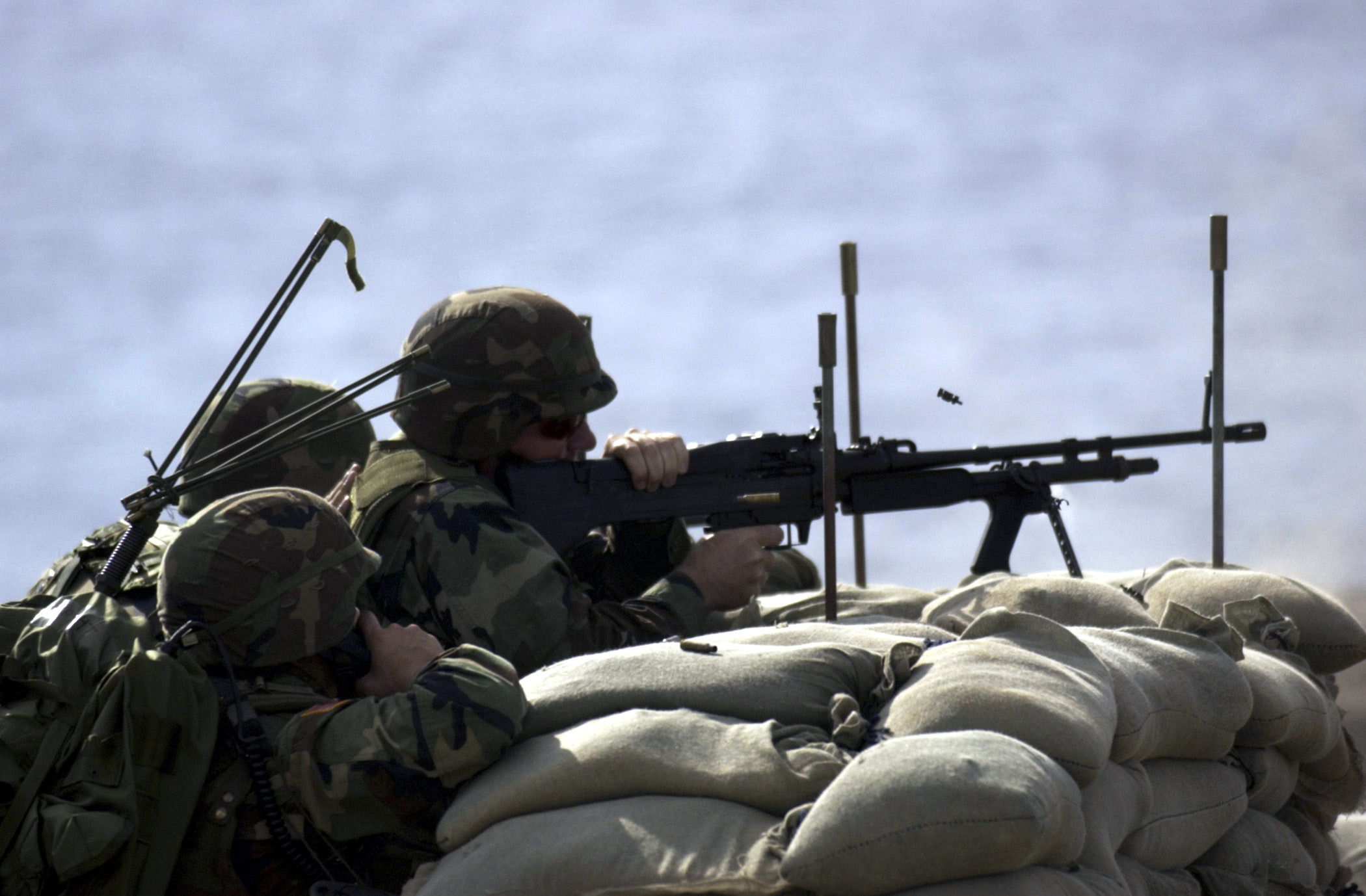
En sjöman avfyrar en M60E3 kulspruta under en skarp ammunitionsövning på Mobile Inshore Underwater Warfare Site (MIUW) vid Guantánamobasen, Kuba.

M60 är en luftkyld kulspruta med gaslås, som avfyras med öppet slutstycke. Den använder 7,62x51mm NATO patronen och matas via ett sönderfallande band av metalliska länkar. De flesta varianterna har ett integrerat hopfällbart bipodstöd och kan även monteras på tripod och andra fasta stöd.
M60 anses vara effektiv upp till 1 100 meter när den monterad på en tripod avfyras mot ett ytmål; upp till 800 meter när den avfyras mot ett ytmål med integrerad bipod; upp till 600 meter när den avfyras mot ett punktmål; och upp till 200 meter när den avfyras mot ett rörligt mål. Amerikanska marinkåren hävdar att M60 och andra vapen i dess klass är kapabla till stor eldkraft mot ytmål upp till 1 500 meter om skytten är tillräckligt erfaren.[källa behövs]
M60 är generellt sett använt som ett understödsvapen och bemannas av en grupp om två till tre man. Gruppen omfattar skytt, laddare och ammunitionsbärare. Vapnets vikt och den mängd ammunition den använder gör det svårt för en enskild soldat att bära och använda. Skytten bär vapnet och beroende på hans styrka och uthållighet mellan 200 och 1 000 patroner. Laddaren bär en reservpipa och extra ammunition och laddar samt identifierar mål för skytten. (Den senare uppgiften, som innebär att soldaten befinner sig i en utsatt position, gör laddare till en av de farligaste och minst eftersökta tjänsterna inom militären.) Ammunitionsbäraren bär extra ammunition samt en tripod med tillhörande travers och höjdmekanism, om använd, samt hämtar ytterligare ammunition om det krävs. Basammunition buren av gruppen kan variera mellan 600 och 900 patroner och ger teoretiskt cirka två minuter konstant eldgivning vid maximal eldhastighet. Alla grupper bär ofta mer än basammunition, ibland tre gånger mer eller ännu mer. Inom många USA-enheter som använder M60 som squad automatic weapon i Vietnamkriget bar varje skyttesoldat ytterligare 200 länkade patroner för M60:n eller en reservpipa eller ibland båda utöver sitt personliga vapen och utrustning. 

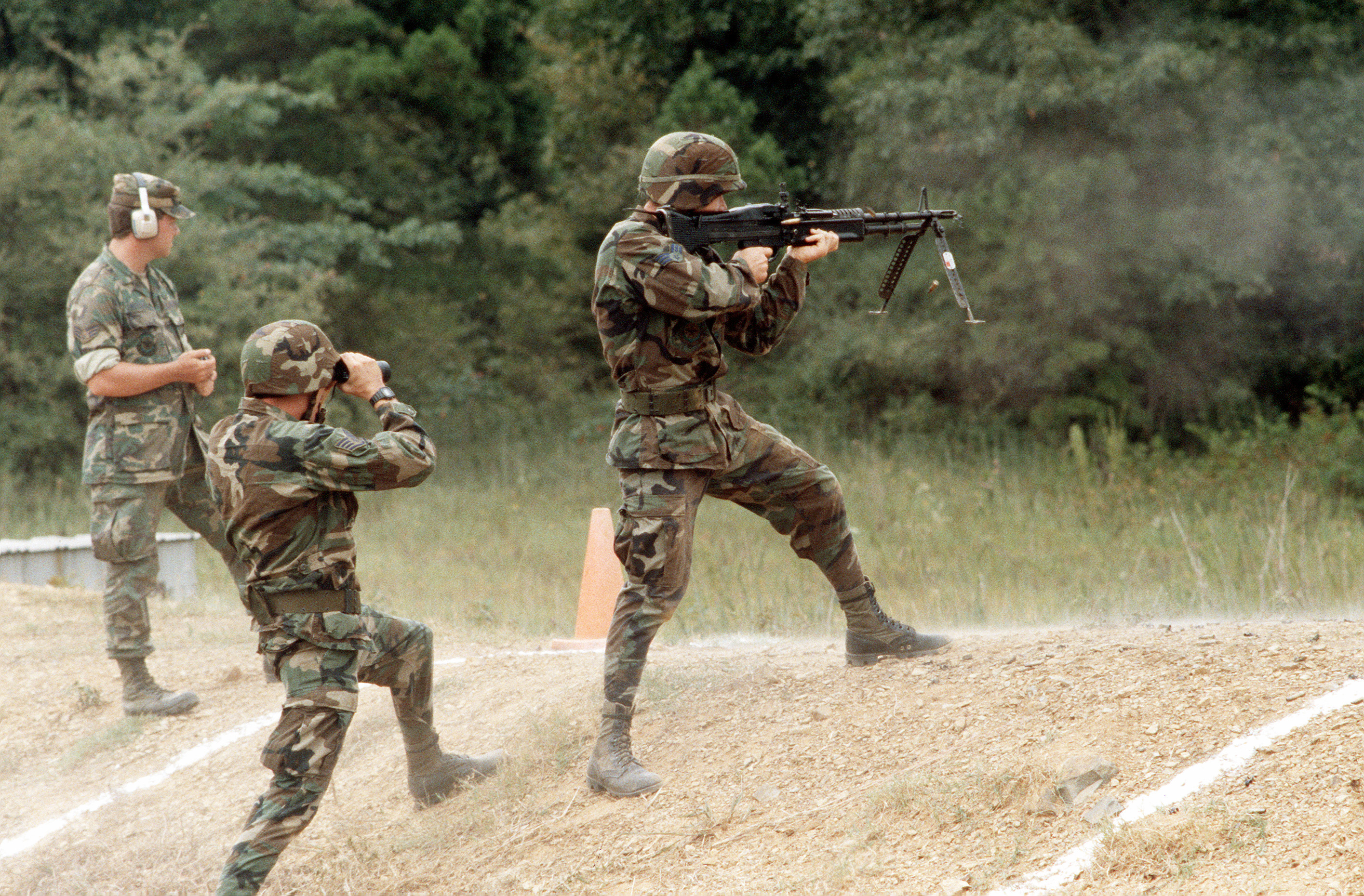
Eldgivning med M60-kulspruta från stående position under tävlingen DEFENDER CHALLENGE 88.

Till skillnad från M240-varianterna som ersätter den, så kan M60 tack vare sin konstruktion avfyras precist från axeln på korta avstånd. Detta var ett inledande konstruktionskrav och övergripande krav från konceptet med Browning Automatic Rifle. Den kan också avfyras med tripoden, den integrerade bipoden, och andra typer av stöd. Från början togs en experimentell M91-tripod fram för M60n, men en uppdaterad M2 Tripod-konstruktion valdes istället och blev kallad M122. M122 kom sedermera att ersättas under 2000-talet av ett nytt stöd, för att med tiden kunna användas tillsammans med M60:n.
M60-ammunitionen kommer i tygbehållare innehållande en pappersbox innehållande 100 redan länkade patroner. M60 bytte från M1-länkar till den annorlunda M13-länken, ett byte från det äldre länksystemet, med vilket det inte var kompatibelt. M240 fortsätter att använda M13-länkar. Tygbehållaren är förstärkt för att kunna hängas från nuvarande versionen av matningsplatta. Historiskt använde enheter i Vietnam B3A-burkar från C-rationspacket låsta i ammunitionsboxens påhängsystem för att rulla ammunitionsbälten i en rakare och smidigare matning från laddningsporten för att förbättra matningstillförlitligheten. Senare versioner förändrade ammunitionsboxens fastsättning och gjorde den anpassningen omöjlig.

## Varianter
Många olika varianter av M60 har utvecklats över åren. De flesta revisioner har haft som mål att rätta de problem som funnits med tidigare konstruktioner; emellertid har två versioner (M60C och M60D) anpassats för att användas av flyget.  

### Variantsammanfattning
- T161 — M60s utvecklingsbeteckning före typklassificering under 1950-talet.
- M60 — Basmodellen, typklassificerad 1957.
- M60E1 — En förbättrad version som inte gick till produktion. Den främsta skillnaden var handtaget, som fixerades till pipan, samt borttagande av gascylindern och bipoden från pipan.
- M60E2 — Använd i fordon som en koaxial kulsruta som avfyrades elektriskt.
- M60B — Använd på helikoptrar under 1960- och 1970-talet; ej permanent monterad.
- M60C — Fast monterad på flygplan under 1960- och 1970-talet; elektriskt avfyrad och hydrauliskt laddad.
- M60D — Ersatte M60B; en pintle-monterad version använd framförallt i beväpningssubsystem för helikoptrar, men även i andra roller.
- M60E3 — En uppdaterad, lättviktsversion som började användas under 1980-talet.
- M60E4 (Mk 43 Mod 0/1) — En förbättrad modell från 1990-talet och liknar E3, men har många förbättringar. Den har undervarianter i sin tur, och används av U.S. Navy (som Mk 43 Mod 0/1). Mk 43 Mod 1 är en specialiserad version med extra tillbehör som t.ex. extra skenor för tillbehör.

## Användarländer
- Australien
- Bosnien och Hercegovina
- Kambodja
- Colombia
- Egypten
- Grekland
- Indien
- Israel
- Laos
- Malaysia
- Peru
- Filippinerna
- Sydkorea
- Taiwan
- Thailand
- Turkiet
- Storbritannien
- USA
- Vietnam